# سرواستیواده
سرواستیواده (انگلیسی: Sarvastivada)یکی از مکاتب قدیمی بودیسم هینه‌یانه بود که در شمال هند شکل گرفت و معتقد بود که تمامی دارماها (پدیده‌های بنیادین) در سه زمان گذشته، حال و آینده وجود دارند. این مکتب به تفسیر و تحلیل دقیق دارماها پرداخت و مفهوم وابستگی متقابل را توضیح می‌داد. سرواستیواده در آثار فلسفی خود بر تداوم ذرات بنیادین تأکید داشت و برای روشن شدن نحوهٔ عملکرد ذهن و ماده به شکل‌گیری فلسفه‌های بعدی بودیسم کمک کرد.

## مفاهیم
سرواستیواده یکی از مکاتب اولیه بودیسم است. یکی از مفاهیم اساسی در متافیزیک بودایی، فرض وجود دارماها است، عوامل و رویدادهای کیهانی که تحت تأثیر اعمال گذشته فرد، لحظه‌ای با هم ترکیب می‌شوند تا جریان زندگی فرد را تشکیل دهند، که او آن را شخصیت و مسیر زندگی خود می‌داند. در مورد واقعیت هستی‌شناختی این دارماها، اختلافاتی بین مکاتب اولیه بودایی مختلف وجود داشت. در حالی که سرواستیوادی‌ها، مانند همه بودایی‌ها، هر چیز تجربی را ناپایدار می‌دانند، اما معتقدند که عوامل دارما واقعیت‌هایی هستند که برای همیشه وجود دارند. دارماها به گونه‌ای تصور می‌شوند که به‌طور لحظه‌ای عمل می‌کنند و پدیده‌های تجربی جهان را که توهمی است، تولید می‌کنند، اما در خارج از جهان تجربی وجود دارند. در مقابل، سوتراتیکاها (کسانی که سوتراها یا متون مقدس برای آنها معتبر است) معتقد بودند که عوامل دارما ابدی نیستند بلکه لحظه‌ای هستند و تنها دارماهایی که در حال حاضر وجود دارند، آنهایی هستند که در حال حاضر عمل می‌کنند.
مکتب سرواستیواده به دلیل تفسیر " ماهاویباشا " ("توضیح بزرگ") که در حدود قرن دوم میلادی نوشته شده است، به عنوان وایبهاشیکا نیز شناخته می‌شود. این متن خود توسط متفکر مهم بودایی قرن چهارم یا پنجم، واسوباندو، در " ابهیدارماکوشا "، قبل از گرویدن او به سنت ماهایانا در بودیسم، تفسیر شد؛ بنابراین، عناصر مکتب سرواستیوادا بر تفکر ماهایانا تأثیر گذاشتند.